# Moctezuma II
Moctezuma II (egentligen Moteuczoma Xocoyotl eller Motēuczōmā Xocoyotzīn (äldre västerländskt även Montezuma) som på nahuatl betyder "Den ursinnige herren den yngre". Han kallades så eftersom han hade en företrädare med namnet "Moctezuma" (senare med tillnamnet Huehue, "den äldre". Även med "Ilhuicamina", "Han som skjuter en pil mot himlen").
Han var den siste tlatoani, aztekernas härskare som valdes. Han regerade från 1502 till sin död.

## Bakgrund och tidigt liv
Moctezuma II föddes omkring 1465–1468. Enligt några källor var den unga Moctezuma en flitig elev i skolan och hängiven sin religion.
Omkring 1490 beviljades Moctezuma titeln tequihua som indikerade att han hade fångat fyra fientliga kommendörer.

## Aztekernas härskare
Som skillnad till monarker i t.ex. Europa, var Aztekriket en valmonarki där ledaren, eller huey tlatoani (svenska: "stora talaren"), valdes av en kongress som bestod av cirka 30 personer. På grund av sin adliga bakgrund och militärmeriter valdes Moctezuma till Ahuitzotls efterträdare.
År 1515 drabbades Moctezuma av ett svårt nederlag i ett slag mot Tlaxcala och Huexotzingo. Andra uppror fanns också och även om aztekerna lyckades att kuva dem, blev oppositionen mot aztekerna bara starkare.
Moctezuma var medveten om spanjorerna redan på förhand. Han valde att inte börja ett krig för att försäkra årets goda skörd. I stället ville han välkomna främlingarna, övertyga dem med Tenochtitláns briljans och börja förhandlingar om en allians. Moctezuma var dock beredd att strida mot spanjorerna om det blev nödvändigt.
Han mötte 1519 den spanske conquistadoren Hernán Cortés, som i praktiken avsatte honom och tvingade honom att erkänna Spaniens överhöghet. Han fängslades sedan i sitt eget palats där han hölls fången medan spanjorerna styrde i hans namn. Cortés trodde att folket i Tenochtitlán inte skulle göra motstånd så länge som spanjorerna hade deras ledare som fånge. Folkets respekt för Moctezuma hade dock redan fått sig en knäck och han var inte längre till nytta för spanjorerna. Han dödades antingen den 29 eller 30 juni 1520.
Hur Moctezuma dog är än idag höljt i dunkel. Enligt spanska källor dödades han av en kastad sten från den uppretade pöbeln, enligt aztekiska källor dödades han av spanjorerna, som ska ha fört upp ett svärd i hans anus. Han efterträddes av sin yngre bror Cuitláhuac. 
Spanjorerna tog över Tenochtitlán den 13 augusti 1521.

## Familj och privatliv
Han var gift med Teotlalco och far till Isabel Moctezuma.
Moctezuma var intresserad av filosofi, astrologi och konst. Ytterligare njöt han av att jaga fåglar med blåsrör. I sitt lyxiga palats hade Moctezuma också ett privat zoo och ett speciellt rum för bl.a. albiner och dvärgar som han var fascinerad av.

## Eftermäle
Asteroiden 2272 Montezuma är uppkallad efter honom.
Esteban Moctezuma, som har bl.a. fungerat som Mexikos undervisningsminister och ambassadör till USA, är en direkt ättling av Moctezuma II.

## Galleri

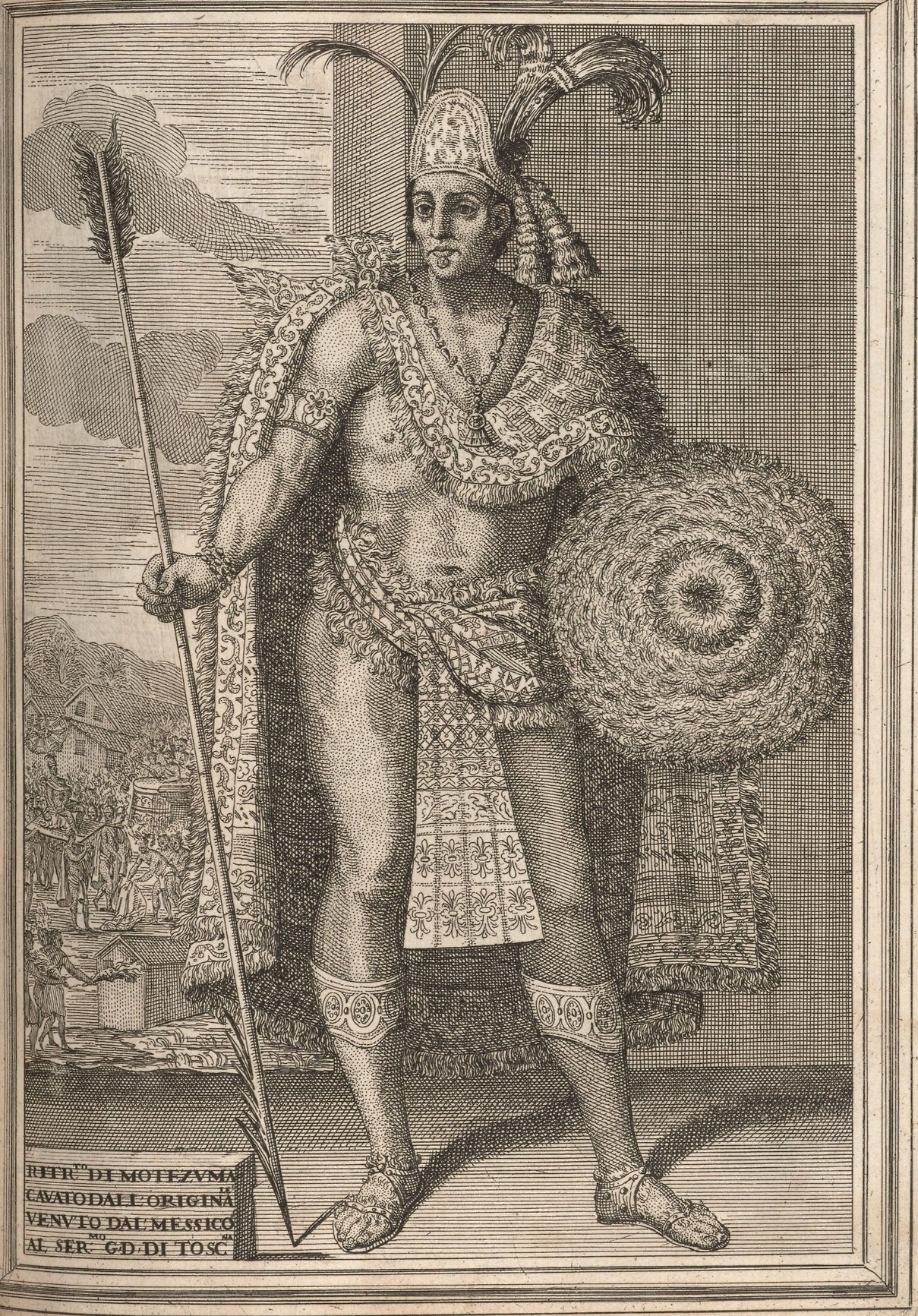
Moctezuma II